# Sander van Doorn
Sander Ketelaars (Eindhoven, Países Bajos, 28 de febrero de 1979), más conocido como Sander van Doorn, es un DJ y productor neerlandés. Sus producciones están orientadas al Trance, Progressive y Electro House.
Se encuentra en el TOP 100 de la lista DJmag debutando el año 2006 en el número 32. En 2007 se ubicó en el puesto número 15. Ya en el 2008 en el puesto número 13 y en el 2009 en el puesto número 10 siendo su mejor performance en la encuesta. En el 2010 desciende 2 escalones para colocarse en el puesto 12. En 2012 se ubicó en la posición #18, descendiendo dos lugares con respecto al año anterior. En 2013 se ubica en el puesto #39, descendiendo 21 lugares con respecto al 2012. Cada semana presenta un programa de radio llamado Identity.

## Carrera
El primer gran logro de su carrera fue conseguir una residencia en los Judgement Sundays de Ibiza y en las fiestas The Gallery de Londres, actualmente localizadas en la sala Ministry Of Sound. En junio de 2006 hizo un Essential Mix para la BBC Radio 1 y ganó el premio Mejor Nuevo Productor en los Trance Awards. Sus producciones, tanto propias como remixes, han sido bien recibidas desde que comenzó su carrera el año 2006.
En 2007 fundó su propia discográfica Doorn Records, siendo un subsello de la neerlandesa Spinnin' Records en la que lanza sus propias producciones y promovió a artistas como Ummet Ozcan, Jacob van Hage y Julian Jordan, entre otros.
El 3 de marzo de 2008 salió a la venta su álbum debut bajo el sello discográfico Spinnin' Records, titulado Supernaturalistic. Contiene 13 temas tanto trance como house desde su propio punto de vista.
En septiembre de 2011 lanzó su segundo álbum de estudio  Eleve11 en el que colaboraron artistas como Nadia Ali, Laidback Luke, Sidney Samson, Adrian Lux y Carol Lee, del que se destacan los sencillos "Love Is Darkness" y "Koko".

## Discografía

### Álbumes
- 2008: Supernaturalistic (DOORN)
- 2011: Eleven11 (DOORN)

### DJ Mixes
- 2005 Dance Valley Festival 2006
- 2007 I-D Digital Mix
- 2007 Fast And Furious
- 2010 From Dusk Till Doorn
- 2011 Dusk Till Doorn
- 2013 Nothing Inside

### Sencillos & EP
- 2004: Twister (RR, como Sam Sharp)
- 2004: Loaded (Oxygen)
- 2004: Punk'd (Oxygen)
- 2004: Dark Roast (Oxygen)
- 2004: Deep / In-Deep (Reset, como Sam Sharp)
- 2004: Theme Song (Liquid, como Sandler)

- 2005: Chemistry EP (Liquid, como Sandler)
- 2005: Bling Bling (Oxygen)
- 2005: ERROR (Reset, como Sam Sharp)
- 2005: Adrenaline / Push Off Me (Oxygen, como Purple Haze)
- 2005: A.K.A (Oxygen)
- 2005: S.O.S. (Message In A Bottle) (Whitelabel, como Filterfunk)
- 2005: Hoover:Craft (Reset, como Sam Sharp)

- 2006: Eden / Rush (Oxygen, como Purple Haze)
- 2006: Pumpkin (Oxygen)

- 2007: Grasshopper/ Grass-Hopper (Oxygen)
- 2007: By Any Demand feat MC Pryme (Spinnin)
- 2007: King of My Castle (Sander van Doorn Remix) (Spinnin)
- 2007: Riff (DOORN)

- 2008: The Bass (Nebula/EMI)
- 2008: Apple
- 2008: Organic (with Marco V)
- 2008: Pura Vida

- 2009: Close My Eyes (with Robbie Williams) (Nebula)
- 2009: What Say (with Marco V)
- 2009: Bliksem (DOORN, como Purple Haze)
- 2009: Bastillon
- 2009: Ninety (DOORN)

- 2010: Renegade
- 2010: Daisy
- 2010: Intro (XX Booty Mix)
- 2010: Reach Out

- 2011: Love is Darkness (Feat. Carol Lee)
- 2011: Koko
- 2011: Timezone (DOORN, as Purple Haze, Feat. Frederick)
- 2011: Daddyrock
- 2011: Drink To Get Drunk
- 2011: Outro
- 2011: Who's Wearing The Cap (con Laidback Luke)
- 2011: Kele vs. Sander van Doorn Feat. Lucy Taylor – "What Did I Do"

- 2012: Chasin'
- 2012: Nothing Inside (con Mayaeni)
- 2012: Kangaroo (con Julian Jordan)
- 2012: Joyenergizer

- 2013: Sander van Doorn & Mark Knight Vs. Underworld – "Ten"
- 2013: Into the Light (con DubVision & Mako feat. Mariana Bell)
- 2013: Neon
- 2013: Project T (con Dimitri Vegas & Like Mike) [Spinnin']
- 2013: Direct Dizko (con Yves V)

- 2014: Right Here, Right Now (Neon)
- 2014: Guitar Track (con Firebeatz)
- 2014: Gold Skies (con Martin Garrix & DVBBS feat. Aleesia)  [Spinnin']
- 2014: Get Enough
- 2014: THIS (con Oliver Heldens)

- 2015: Rage (con Julian Jordan y Firebeatz)
- 2015: Phoenix (con R3hab) (Spinnin' Records)
- 2015: Ori Tali Ma
- 2015: Oh, Amazing Bass
- 2015: ABC (con Sunnery James & Ryan Marciano)
- 2015: Lost (con MOTi)
- 2015: White Rabbit (con Pep & Rash)

- 2016: Cuba Libre
- 2016: Tribal (con Gregor Salto)
- 2016: You're Not Alone
- 2016: Raise Your Hands Up (con Chocolate Puma)
- 2016: The Snake (con Fred Pellichero)
- 2016: WTF (con HI-LO)
- 2016: Just Won't Get Enough (con Noisecontrollers)
- 2016: The Snake 2016 (con Fred Pellichero)
- 2016: Need to Feel Loved (con LVNDSCAPE)

- 2017: The Rhythm
- 2017: Neiloj (como Purple Haze)
- 2017: Mant Array
- 2017: Contrast (como Purple Haze)
- 2017: Choir 1.0 (como Purple Haze)

- 2018: No Words (feat. Belle Humble)
- 2018: Let It Go (con D.O.D)

- 2019: One Love (con Frontliner feat. KOCH)
- 2019: 500 (PCM)
- 2019: Blowback (con Firebeatz)

- 2020: Like This (con Frontliner)
- 2020: Spotlight (con Harris & Ford)
- 2020: The World (con Lucas & Steve)
- 2020: I Dream
- 2020: Feels Like Summer
- 2020: Temper Temper (feat. ONR)

- 2021: Golden (feat. Blondfire)
- 2021: What You Want
- 2021: Jonson's Play (con Armin van Buuren)

### Remixes
- 2004 Code 1 – House Music (SvD Dub)
- 2004 Sander van Doorn – Dark Roast (S.V.D. Remix)
- 2005 Manny Romero – Compadre (S.v.D. Remix)
- 2005 TDR – Squelch (Sander Van Doorn Remix)
- 2005 Technotronic – Pump Up the Jam (Sander Van Doorn Remix)
- 2005 Steve Angello & Sebastian Ingrosso Pres. Mode Hookers – Breathe (Sander Van Doorn Remix)
- 2005 FilterFunk – Message in a Bottle (Sander van Doorn Remix)
- 2006 Armin van Buuren – Control Freak (Sander van Doorn Remix)
- 2006 Mohamed Sehly – Amazing Beat (SVD Without Going Cairo Remix)
- 2006 Tiësto – Dance4Life (Sander Van Doorn Remix)
- 2006 Club Scene Investigators – Direct Dizko (Sander Van Doorn Remix)
- 2006 Sander van Doorn – Pumpkin (SvD Remix)
- 2006 Yello – Oh Yeah (Sander Van Doorn Remix)
- 2007 Wamdue Project – King of My Castle (Sander Van Doorn Vocal Mix)
- 2007 Gleave – Come With Me (SVD Stripped Edit)
- 2008 Sia – The Girl You Lost To Cocaine (Sander Van Doorn Remix)
- 2008 Timbaland feat. One Republic – Apologize (Sander Van Doorn Bootleg)
- 2009 Sam Sharp – Roundabout (Sander Van Doorn Main Mix)
- 2009 The Killers – Spaceman (Sander van Doorn Remix) Part 1 & 2
- 2009 Olav Basoski & Erick E – Don't Turn Your Back (Sander Van Doorn Remix)
- 2009 Depeche Mode – Peace (Sander van Doorn Remix)
- 2010 Swedish House Mafia vs. Tinie Tempah – Miami 2 Ibiza (Sander van Doorn Remix)
- 2011 Cybersonik – Technary (SVD Remix)
- 2011 Lady Gaga – Marry the Night (Sander Van Doorn Remix)
- 2012 Inpetto – Shhhh! (Sander van Doorn Edit)
- 2012 Neil Davidge – "To Galaxy" (Sander Van Doorn & Julian Jordan remix)
- 2016 Moby - Natural Blues (Sander van Doorn remix)

## Ranking DJmag
| DJ               | 2006 | 2007 | 2008 | 2009 | 2010 | 2011 | 2012 | 2013 | 2014 | 2015 | 2016 | 2017 |
| ---------------- | ---- | ---- | ---- | ---- | ---- | ---- | ---- | ---- | ---- | ---- | ---- | ---- |
| Sander van Doorn | 32°  | 15°  | 13°  | 10°  | 12°  | 16°  | 18°  | 39°  | 51°  | 90°  | 113° | 149° |